# Kalibeji (Sempor)
Kalibeji is een bestuurslaag in het regentschap Kebumen van de provincie Midden-Java, Indonesië. Kalibeji telt 4135 inwoners (volkstelling 2010).